# Res Publica (zespół muzyczny)
Res Publica – toruński zespół art rockowy, istniejący w latach 1975–1980. Po jego rozpadzie powstał zespół Republika.
Zespół został założony w drugiej połowie lat 70. XX wieku w Klubie na Bielanach przez Wiesława Rucińskiego ps. „Jann Castor”, studenta Uniwersytetu Mikołaja Kopernika. Zespół początkowo miał nosić nazwę Rzeczpospolita, ale w obawie przed cenzurą muzycy zmienili ją na Res Publica. Przez jakiś czas w zespole grał pianista Adam Szałach, który wkrótce opuścił skład w związku z rozpoczęciem studiów muzycznych. 
Wiesław Ruciński tworzył eksperymentalne kompozycje rockowe, do których teksty często czerpał z poezji światowej, np. Winds of May Jamesa Joyce'a. Pierwsze nagrania realizował w studiu Radia Bielany, w którym wówczas pracował ze swoim bratem, Zbigniewem Rucińskim. Dokonywał nagrań, które następnie samodzielnie rozpowszechniał je na kasetach.
Zespół zadebiutował na sopockim przeglądzie Muzyka Młodej Generacji w 1979. Formacja grała muzykę zbliżoną do dokonań zespołu Jethro Tull, ale też inspirowaną amerykańską psychodelią, którą wykonały grupy Grateful Dead, Jefferson Airplane czy San Francisco. Teksty piosenek zespołu pisał Roman Rojewski. Wiesław Ruciński, chcący rozwijać się muzycznie poza Toruniem, w 1980 opuścił grupę, już wcześniej ograniczając swoją działalność w zespole do minimum. Nowym liderem Res Publiki został Grzegorz Ciechowski, grający dotychczas na flecie, który wkrótce zmienił nazwę zespołu na Republika.

## Muzycy
źrodło
- Wiesław Ruciński (Jann Castor) – gitara, śpiew
- Zbigniew Ruciński – gitara
- Paweł Kuczyński – gitara basowa
- Grzegorz Ciechowski – flet
- Mirosław Szczęsny – perkusja
- Sławomir Ciesielski – perkusja